# چتیره پالتسا
چتیره پالتسا (انگلیسی: Chetyre Paltsa) یک جزیره در استان ماگادان کشور روسیه است.